# یواس‌اس تاکوما (پی‌جی‌ام-۹۲)
یواس‌اس تاکوما (پی‌جی‌ام-۹۲) (به انگلیسی: USS Tacoma (PGM-92)) یک کشتی است که طول آن ۱۶۵ فوت (۵۰ متر) می‌باشد. این کشتی در سال ۱۹۶۸ ساخته شد.